# Mesh (gruppo musicale)
I Mesh sono un gruppo musicale Synth pop inglese composto da Mark Hockings e Richard Silverthorn.

## Formazione

### Formazione attuale
- Mark Hockings: tastiere, chitarre, sintetizzatori (1992 – presente)
- Richard Silverthorn: tastiere, sintetizzatori (1992 – presente)

### Ex componenti
- Neil Taylor: tastiere, sintetizzatori (1992 – 2006)

## Discografia
Album in studio
- 1996 – In This Place Forever
- 1997 – Fragile - Extended Euro
- 1999 – The Point at Which it Falls Apart
- 2002 – Who Watches Over Me?
- 2006 – We Collide
- 2009 – A Perfect Solution
- 2013 – Automation Baby
- 2016 – Looking Skyward

Raccolte
- 1998 – Fragmente
- 2002 – Fragmente 2
- 2000 – Original 91-93

Live
- 2000 – On This Tour Forever
- 2017 - Live at Neues Gewandhaus Leipzig

## Videografia
- 2000 – On This Tour Forever
- 2007 – The World's a Big Place